# 5206-os mellékút (Magyarország)
Az 5206-os mellékút egy közel 20 kilométeres hosszúságú, négy számjegyű mellékút Pest vármegye és Bács-Kiskun vármegye határvidékén; Bugyit köti össze Kunpeszérrel.

## Nyomvonala
Az 5204-es mellékútból ágazik ki, annak a 350-es méterszelvényénél, Bugyi központjának délnyugati részén, Ürbői út néven, dél felé. Alig fél kilométer után kilép a lakott területről, majd az első kilométerét elhagyva beletorkollik a nagyközséget nyugati irányból elkerülő 5207-es út. A második kilométere után délkeletnek fordul, de még az ötödik kilométere előtt újból délebbi irányt vesz. A 7+250-es kilométerszelvénye táján ágazik ki belőle az Ürbőpuszta felé vezető számozatlan, alsóbbrendű bekötőút, ezt követően egy ideig ismét délkelet felé fordulva húzódik tovább.
Már a 14+150-es kilométerszelvénye közelében jár, amikor keresztezi a megyehatárt, onnantól Kunpeszér tanyavilágában folytatódik. A 19. kilométere után újból délnek fordul és nem sokkal ezután véget is ér, néhány lépésre Középpeszér településrész lakott területének keleti szélétől, beletorkollva az 5205-ös útba, annak a 17+550-es kilométerszelvénye közelében.
Teljes hossza, az országos közutak térképes nyilvántartását szolgáló kira.gov.hu adatbázisa szerint 19,656 kilométer.

## Települések az út mentén
- Bugyi
- Kunpeszér